# Carl Fredberg
Carl Rudolf A:son (Andersson-) Fredberg, född 29 oktober 1863 vid Majbergsliden i Majorna i Göteborg, död 18 februari 1933 i Göteborg, var en svensk skribent och lokalhistoriker.

## Biografi
I sin ungdom arbetade Fredberg som tryckerilärling och från 1880 som kontorist i några år. Hans första alster var Den vansinnige i Majorna, en liten skrift baserad på det så kallade Wetterlindska blodsdramat i Göteborg 1887.
Fredberg var främst känd som Göteborgshistoriker genom sitt verk Det gamla Göteborg vilket kom ut häftesvis i två upplagor 1919–1923, i tre delar som omfattade 25 häften vardera, för 1 krona styck eller tre delar i en bibliofilupplaga för 300 kronor. Bokverket omfattade knappt 2 700 sidor och 1 600 illustrationer. Det var inför Göteborgs 300-årsjubileum 1923 som Fredberg påbörjade verkets utgivning, vilket skulle innehålla Skildringar, lokalhistoriska anteckningar, sägner, historietter, anekdoter, personalia, porträtter, interiörer samt vyer av gamla hus, gårdar och gator.
Åren 1884–1886 var han medarbetare på Nyaste Förposten, 1887–1888 på skämttidningen Glunten och på 1890-talet i två perioder på Göteborgs Aftonblad. Fredberg blev därefter frilansare och hade aldrig mer någon anställning. År 1902 gav han ut uppslagsverket Från vår merkantila och industriella värld, i två band. Det första innehåller historiker, biografier och porträtt till Göteborgs äldsta och förnämsta handelshus, och i det andra behandlas en del yngre firmor samt framträdande representanter för storindustrin och sjöfarten.
Aron Jonason och Göteborgswitzen kom ut i två upplagor 1915.
Fredberg gav under åren 1892–1918 ut helgtidskrifterna Påsken, Pingsten, Midsommarbladet Piff och Göteborgs Jultomte. Under sina tidiga år skrev Fredberg noveller och romaner som blev mycket populära och återgavs som följetonger i dagspressen.
Hans lyriska produktion var omfattande under 1880- och 1890-talen. Mest var det natur- och stämningsskildringar, även berättande dikter med motiv från havet och skärgården, men framför allt hans älskade Majorna.
Under pseudonymen "Dargar Göte" skrev han piratromanen Böljans dotter eller Smugglarna på Djäfvulsskäret, som kom ut i två delar på sammanlagt 688 sidor. Boken blev en stor framgång och fick efterföljaren Helga Morton eller Den hvita gestalten på Porsholm. Åren 1903–1908 gav han ut romanbladet Göteborgs-Följetongen, en 16-sidig veckoskrift för 10 öre, vilket vållade honom stora ekonomiska bekymmer, då lönsamheten uteblev.
Revyen Luftskeppet eller En nyårsafton på Mars bestod av två tablåer, den ena förlagd utanför restaurangen på Långedrag med Nya Varvet i bakgrunden, den andra förlagd till planeten Mars, dit ensemblen från Folkan fördes med luftskepp. En enaktsparodi på scenen Lilla helgonet föregick revyen och spelet blev en stor framgång med över 60 visningar. Enaktsrevyn Minnen och fanatasier eller På soaré hos Teater-Nisse, en scenisk efterrätt visades på Stora Teatern 1910/1911, och speglade det årets göteborgshändelser.
Två av hans dramatiska verk sattes upp på scen i Göteborg: Lars Gathenhjelm vid Stora teaterns 50-årsjubileum september–oktober 1909 och I Ostindiska kompaniets dagar på Lorensbergsteatern, januari–mars 1917. Båda uppsättningarna gjorde stor succé och gick 32 respektive 35 gånger för fulla salonger.
Han tillhörde Publicistklubben från år 1900, var med i Gnistan och Personhistoriska samfundet samt satt i Göteborgs gatunamnskommitté.
Fredberg dog av lunginflammation/blodpropp och begravdes den 24 februari 1933 på Östra kyrkogården. I sitt testamente skapade han en donationsfond Signe och C R A Fredbergs minnesfond (makan gick bort den 17 mars 1954), där avkastningen den 15 december årligen skulle delas ut till behövande sjuka eller arbetslösa journalister, företrädesvis i Göteborg samt deras efterlämnade oförsörjda änkor och barn. Publicistklubbens västra krets svarade för vilka som skulle erhålla utdelning. Första utdelningen skedde 1955, men verkställdes först 1956 efter att man avvaktat ett domstolsutslag. Fonden uppgick 1956 till cirka 9 000 kronor, och behållningen i testamentet till 39 000 kronor. Gamla Majpojkars förbund erhöll 4 000 kronor till en stipendiefond för elever vid Majornas läroverk.
En minnesutställning över Fredberg arrangerades i mitten av mars 1956 på Teaterhistoriska museet. Medarrangör var Publicistklubbens västra krets.
Fredbergsgatan i Majorna är uppkallad efter honom.

## Familj
Föräldrarna var sjökaptenen Lars Andersson och Johanna Charlotta Ljung, senare omgift Fredberg. Han gifte sig 1903 med Signe Elisabeth Petré (1876–1954), dotter till den kände boktryckaren Sven Petré från Vänersborg och Emma Weidling. Makan var till stor hjälp för Fredberg i hans arbete, då hon bland annat var en skicklig fotograf.

### Följetongsromaner
- Böljans dotter eller smugglarbandet på Djäfvulsskäret : Romantiserad berättelse ur lifvet i Göteborgs skärgård och Majorna i början och midten af detta århundrade (1888-1889)[5]
- Helga Morton eller Den hvita gestalten på Porsholm : Romantiserad verklighetsskildring ur lifvet i Göteborg på 1820- och 1830-talen (1903)[6]
- Vålnaden på Gula brickan : Romantiserad berättelse från 1820-talets Göteborg (1904)[7]
- Majlidens ros : Göteborgsmysterier från 1850-talet (1905)[8]
- Det underjordiska Göteborg (1907)

### Böcker

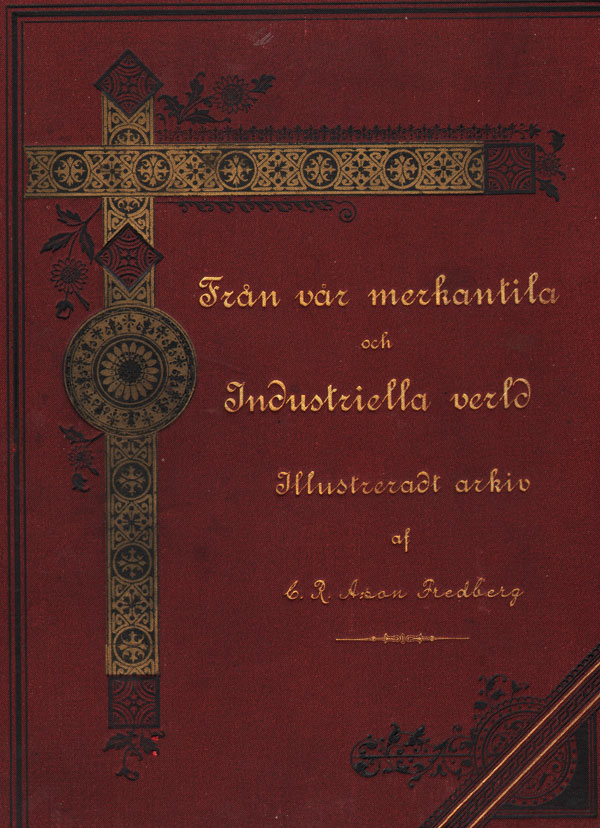
Från vår merkantila och industriela verld

- Den vansinnige i Majorna : dagens stora fasaväckande tilldragelse i Göteborg : porträtt af Carl Johan Wetterlind jemte utförlig skildring af hans föregående lif och alla hans senaste bedrifter. Göteborg. 1887. Libris 22460545. http://hdl.handle.net/2077/55659
- Böljans dotter eller smugglarbandet på Djäfvulsskäret : romantiserad berättelse ur lifvet i Göteborgs skärgård och Majorna i början och midten af detta århundrade. Göteborg. 1888-1889. Libris 3124691
- Från vår merkantila och industriela verld : porträtter, autografier, biografier och skizzer från Sveriges handel, industri och handtverk. 1-2. Göteborg: Bonnier. 1897-1902. Libris 1902900
  -  1, Göteborg. 1897. Libris 1902901
  -  2. 1902. Libris 1902902
- Böljans dotter eller smugglarbandet på Djäfvulsskäret : berättelse från början och midten af 1800-talet. Svenskt original. Följetong ur Malmö-tidningen. Malmö. 1900-1901. Libris 3124702
- Kupletter ur Folkteaterns nyårsrevy (1902) : luftskeppet eller en nyårsnatt på Mars / af C.R.A. Göteborg. 1902. Libris 2652252
- Det gamla Göteborg : lokalhistoriska skildringar, personalia och kulturdrag. 1-3. Göteborg. 1919-1924. Libris 2054905. https://runeberg.org/gamlagot/ - En kommenterad faksimilutgåva utkom 1977.
- Hôtel Göta källare 1812-1912. Göteborg: Bergendahls. 1912. Libris 1633412
- Aron Jonason och Göteborgsvitsen : skisser och axplockningar från humorns och kvickhetens fält. Stockholm: Sv. bokförl. 1915. Libris dsrg9fntb61vv3w9. http://hdl.handle.net/2077/69226

### Redaktörskap
- Göteborgs jultomte: illustrerad tidning för allvar och skämt. Göteborg: Göteborgs jul-tomte. 1885, 1892-1893, 1898. Libris 9751476
- Påsken: illustrerad tidning. Göteborg: Påsken. 1893-1919. Libris 9731567
- Pingsten: illustrerad vår- och sommar-tidning. Göteborg: Pingsten. 1895-1918. Libris 9731296
- Piff: göteborgskt skämtblad. Göteborg: C. R. A. Fredberg. 1899-1918. Libris 9658165
- Göteborgsföljetongen: illustreradt romanblad. Göteborg: Petrés. 1903-1908. Libris 9600028 - Vari publicerades: Helga Morton eller Den hvita gestalten på Porsholm : romantiserad verklighetsskildring ur lifvet i Göteborg 1903-1904.
- Stockholms-följetongen: illustreradt romanblad. [Göteborg]: Stockholms-följetongen. 1904-1908. Libris 9665915
- Skånska följetongen: illustreradt romanblad. Göteborg: Följetongens förlag. 1905-1908. Libris 9611777
- Svenska följetongen: illustrerad familjetidskrift. Göteborg: Följetongens förlag. 1905-1908. Libris 9611786